# Krzywa rotacji galaktyki

Krzywa rotacji typowej galaktyki spiralnej: przewidywana (A), obserwowana (B).

Krzywa rotacji galaktyki – wykres prędkości orbitalnej w funkcji odległości od centrum galaktyki.
W 1959 roku Louise Volders, obserwując galaktykę spiralną M33, zauważyła, że prędkość orbitalna gwiazd galaktyki nie jest zgodna z przewidywaniami praw Keplera. Na podstawie mechaniki klasycznej kwadrat prędkości orbitalnej ciała jest proporcjonalny do masy zgromadzonej wewnątrz jej orbity, a odwrotnie proporcjonalny do promienia orbity, czyli odległości od środka galaktyki. Uwzględniając rozkład gwiazd w galaktyce, Louise Volders oszacowała masę i określiła przewidywaną zależność prędkości orbitalnej od odległości od centrum galaktyki. Jednak obserwowana zależność prędkości orbitalnej od odległości od centrum różni się od tej przewidywanej. Sugeruje obecność w galaktykach innej, niewidocznej ciemnej materii. Ten fenomen nazywany jest problemem krzywej rotacji.